# Baal-Zefom
Baal-Zefom (em hebraico: בעל צפון) é um nome hebraico que significa "senhor do norte", e refere-se tanto a um deus que os helenos conheciam como Zeus Cássio, o deus do Monte Acra na costa da Síria que foi associado com raios, o mar e um protetor do comércio marítimo, e para um lugar chamado no livro de Êxodo como estar perto de Migdol e Pi-Hairote, onde os hebreus foram dito ter feita a sua passagem do Mar Vermelho seguindo seu êxodo do Egito.

## Bíblia Hebraica
O Livro de Êxodo registra que os israelitas foram instruídos pelo Senhor para acampar em frente a Baal-Zefom, na costa, de modo que eles aparecem à faraó para serem presos, e assim convencê-lo a persegui-los.
""Diga aos israelitas que mudem o rumo e acampem perto de Pi-Hairote, entre Migdol e o mar. Acampem à beira-mar, defronte de Baal-Zefom. O faraó pensará que os israelitas estão vagando confusos, cercados pelo deserto. Então endurecerei o coração do faraó, e ele os perseguirá. Todavia, eu serei glorificado por meio do faraó e de todo o seu exército; e os egípcios saberão que eu sou o Senhor". E assim fizeram os israelitas." (Êxodo 14:2–4, Bíblia, NVI)

## Localização
A identificação de Zafom bíblica com Ugarítico/Assírio Sapuna e, portanto, com o Monte Zefom ou Cássio, usado para ser amplamente aceita, mas esta opinião padrão está sob controlo que se inicia com Mario Liverani com base em dúvidas sobre a leitura Sapuna si (devido a William F. Albright 1943) em passagens relevantes nas cartas de Amarna. 
Russell Gmirkin sugere Arsinoé no Golfo de Suez. Gmirkin também observa que um texto de Ptolomeu era-geográfica no Museu do Cairo menciona os locais de Baal-Zefom e Migdol, listando quatro estações de guarda de fronteiras e fortalezas, o terceiro a ser chamado de "Migdol e Baal Zefom "pensado para ser localizado em uma rota para a costa do Mar Vermelho, e talvez no Pitom canal que liga com o Mar Vermelho, perto ou Arsinoé.
A localização da cidade da Idade do Bronze de Sapuna (alternativamente SA-BU-ma, ou seja, Sabuma/Sapuma) foi colocado na boca do Jaboque por Albright (1943). Ross (1967) sugere que "a região Sefelá, não muito longe do reino de Gezer". Vita (2005) rejeita a identificação de Sá-BU-ma com Zafom bíblica, abrindo a possibilidade de identidade do ex-bíblica Zeboim.